# Васильки (Петушинский район)
Васильки — деревня в Петушинском районе Владимирской области России, входит в состав Пекшинского сельского поселения.

## География
Деревня расположена в 23 км на север от центра поселения деревни Пекша и в 30 км на северо-восток от райцентра города Петушки.

## История
В 1730 году сельцо Васильково входило в состав Алексинского прихода, по преданию здесь раньше была церковь.
В конце XIX — начале XX века деревня входила в состав Короваевской волости Покровского уезда. В 1859 году в деревне числилось 32 двора, в 1905 году — 38 дворов.
С 1929 года деревня являлась центром Васильковского сельсовета Петушинского района, с 1968 года — в составе Анкудиновского сельсовета, 2005 года — в составе Пекшинского сельского поселения.

## Население
| 1859 | 1905 | 1926 | 2002 | 2010 | 2021 |
| ---- | ---- | ---- | ---- | ---- | ---- |
| 190  | ↗259 | ↘180 | ↘0   | ↗9   | ↗12  |